# Dovrebanan
Dovrebanan (norska: Dovrebanen) är en järnväg i Norge. Den förbinder Oslo med Trondheim, via Dombås. Järnvägen utgör en del av den ena (den västliga) av två huvudbanor som går genom det inre av Norge i nord-sydlig riktning. Den alternativa, östliga, banan heter Rørosbanan och går via Røros. 
Dovrebanan blev klar i hela sträckningen 1921. Innan dess, från 1877, fanns bara Rørosbanan mellan Oslo och Trondheim. Den första delen av dagens Dovrebana påbörjades 1851, och den byggdes bit för bit under många år. Ursprungligen användes namnet Dovrebanan bara om banan Dombås-Støren, och till den anslöts äldre banor.
Persontrafiken körs sedan juni 2020 av SJ Norge, förutom den lokala trafiken Oslo - Lillehammer som körs av Vy.

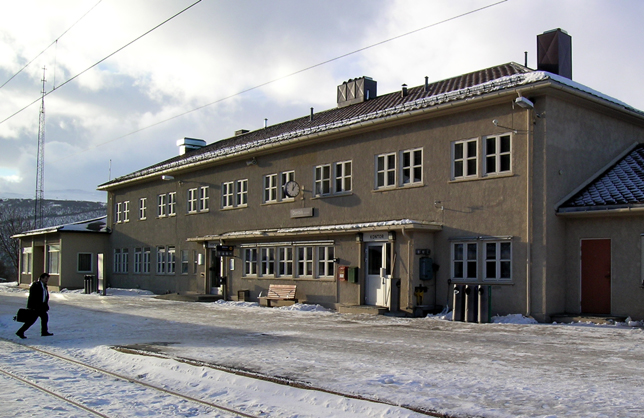
Stationen i Dombås.

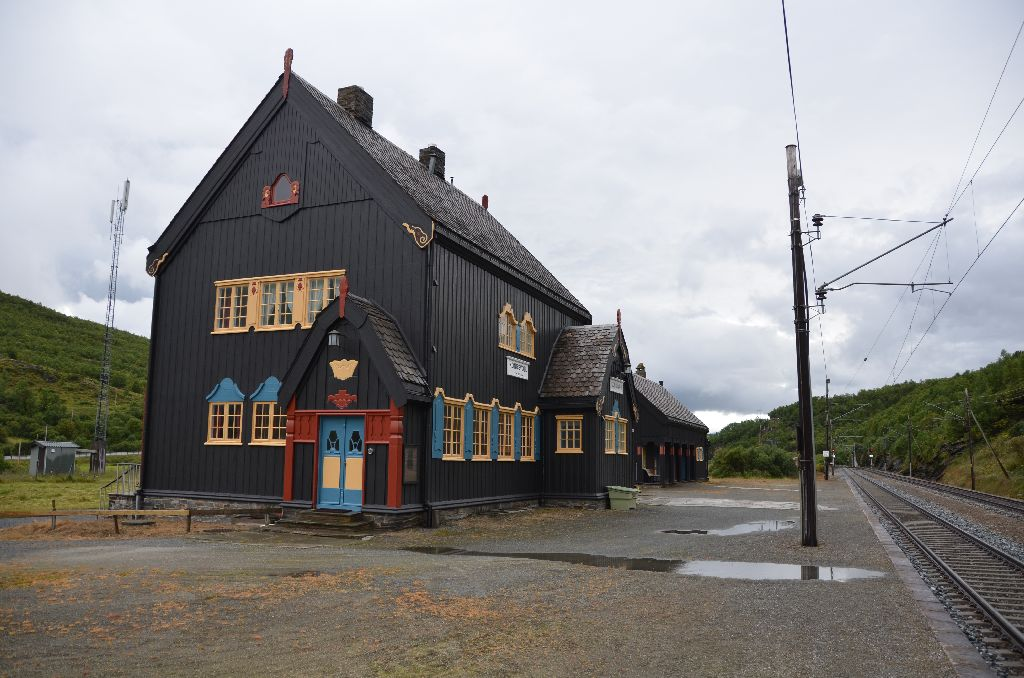
Stationen i Kongsvoll.